# 咖啡豆

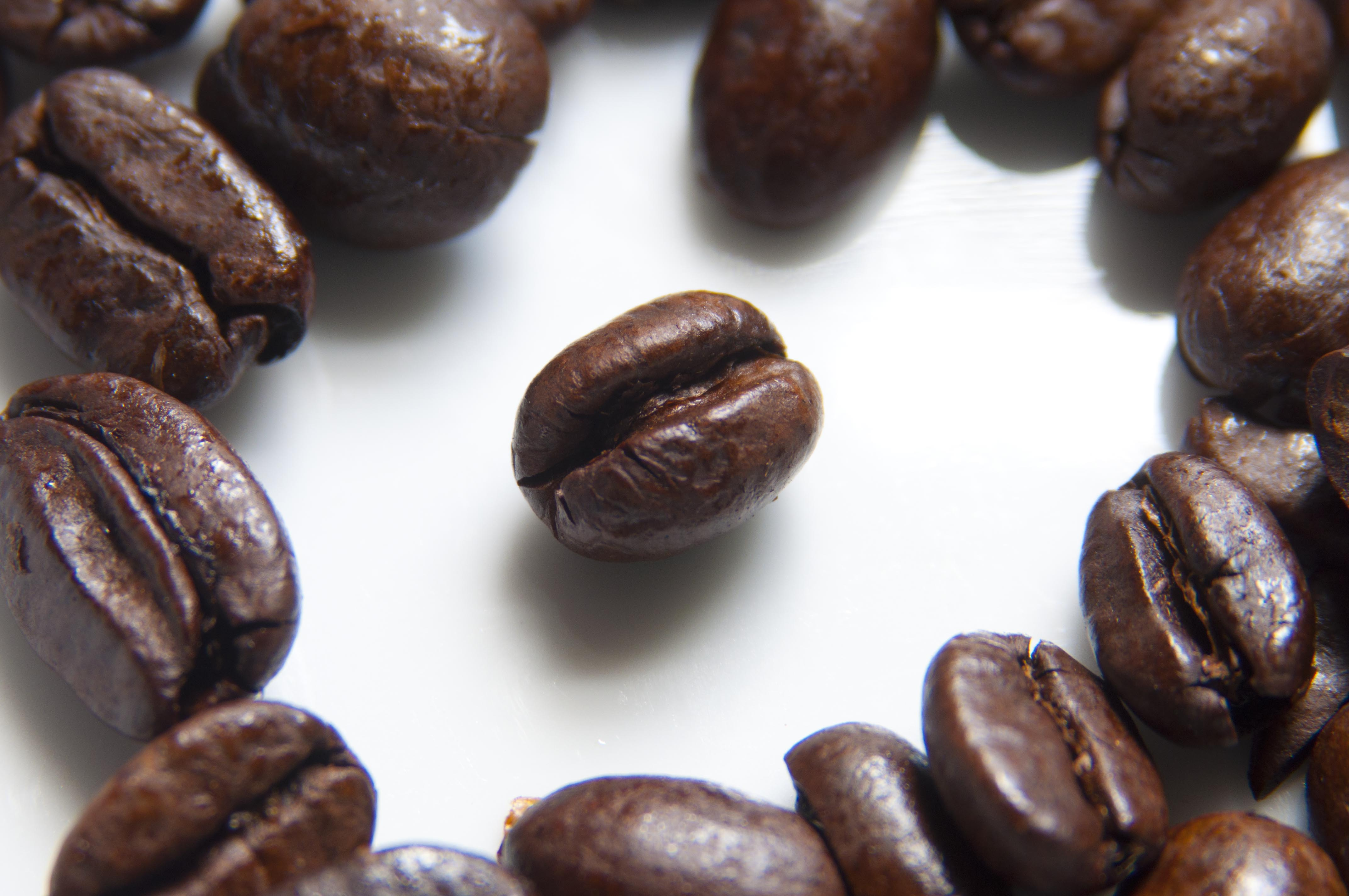
烘焙過的咖啡豆

咖啡豆是制作咖啡的基础原料，其源自咖啡屬植物（咖啡树）的果实（咖啡果，也称咖啡樱桃），亦是咖啡树的種子，其中大部分體積为胚乳。通常情况下一粒咖啡树果实内含两粒咖啡豆，单粒咖啡豆的表面是一半平缓一半圆；但极少部分情况下其咖啡树果实内仅含一粒咖啡豆，则称此种咖啡豆为圆豆，其占比约所有咖啡豆的10%到15%左右，别具风味。
咖啡豆产地集中在赤道附近的咖啡带。2023年，全球前五大生产国依次为巴西（产量占比40%）、越南（16%）、哥伦比亚（7%）、印尼（6%）、埃塞俄比亚（5%）。咖啡豆的主要消费方为欧洲、美国、巴西，合计消费占比约52%。
咖啡豆主流經濟品種是阿拉比卡種（市佔率约6~7成）与羅布斯塔種（市佔率约3成），另有利比里亚种（占全球产量不足5%）。阿拉比卡種的咖啡因含量約為0.8-1.4%，而羅布斯塔種則含1.7-4%。

## 組成
咖啡豆由外果皮、果肉、黏液、羊皮纸、銀膜和種子組成。

## 加工
咖啡树是咖啡属植物，是龙胆目茜草科的一属，原产于非洲，有许多变种。每一变种都同特定的气候条件和海拔高度有关。野生咖啡树是常绿灌木，高3米至3.5米，分支上有白色小花，具有茉莉花的香味。咖啡树的果实长1.5至1.8厘米，红色，内含两粒种子，每粒种子外均包有内果皮和表膜。咖啡樹通常可以長到5（16英尺）至10（33英尺）高，不過為了採收方便，豆農們常將其修剪至2（6.6英尺）以下。
咖啡果採收完成后，需去除咖啡果果皮并进行发酵与干燥以获得咖啡生豆，此阶段的咖啡加工工艺有湿式工艺（水洗法）、干湿工艺（日晒法）与其他工艺（蜜处理法）等。另有脱咖啡因处理等处理方法可影响咖啡豆的咖啡因含量。
对咖啡生豆进行烘焙熟制并研磨破碎后即可用于制作咖啡。咖啡豆的烘焙程度可分为浅烘焙、中烘焙、中深烘焙和深烘焙等。
烘焙熟制完成后的咖啡豆可经拼配不同产地品种熟制方法的咖啡豆或选用单一产地咖啡（简称为：SOE）等拼配方式以形成不同风味。
咖啡豆的品种、加工、烘焙、拼配方式、粉碎程度等皆影响着咖啡口感与风味。

## 市场

### 期貨交易
咖啡豆作為商品在多個期貨市場包括芝加哥商品交易所及洲際交易所都可以自由買賣，交易以阿拉比卡和羅布斯塔兩品種的咖啡豆最為常見，其價格會被地緣政治、氣候因素、企業交易及投機者效應等因素所影響。

### 出口方
2023年，咖啡豆第一大生产方为巴西，出口品种为阿拉比卡（产量占比 69%）与罗布斯塔（31%），该国的主要收成期为4-9月。第二大生产国越南，则主要生产罗布斯塔（产量占比96%），主要收成为11月-次年3月。

### 进口方
2023年，咖啡主要消费方为欧洲（销量占比24%）、美国（15%）、 巴西（13%）、日本（4%）、菲律宾（4%）、中国（4%），其中大多并非主要咖啡产量国，全球咖啡消费主要依赖进口。

## 參閱
- 咖啡帶
- 咖啡經濟學